# آلس‌باخ، وستروالدکرایس
السباخ، وستروالدکریز (به آلمانی: Alsbach, Westerwaldkreis) یک شهر در آلمان است که در راینلاند-فالتس واقع شده‌است.

## خصوصیات
السباخ ۴٫۷۷ کیلومترمربع مساحت دارد ۲۸۰ متر بالاتر از سطح دریا واقع شده‌است.